# Mamushi (Megan Thee Stallion)
Mamushi è un singolo della rapper statunitense Megan Thee Stallion, pubblicato il 30 luglio 2024 come quarto estratto dal terzo album in studio Megan.
Il 25 ottobre 2024 ne è stato pubblicato un remix in collaborazione del girl group sudcoreano Twice, in concomitanza con la riedizione Megan: Act II.

## Descrizione
Con Mamushi, Megan Thee Stallion riprende il motivo rettilineo introdotto con i precedenti tre singoli Cobra, Hiss e Boa. Il titolo, infatti, si riferisce all'omonima specie di serpenti che vive principalmente nell'arcipelago giapponese. Thee Stallion interpreta il brano, che vede la partecipazione del rapper giapponese Yuki Chiba nella versione originale e del girl group sudcoreano Twice nel remix, sia in lingua inglese che in giapponese.

## Video musicale
Il video, filmato in Giappone nel luglio 2024 durante la pausa tra la fine della tappa europea e l'inizio della seconda tappa nordamericana dell'Hot Girl Summer Tour, è stato reso disponibile il 9 agosto 2024 attraverso il canale YouTube della rapper. È stato premiato con un MTV Video Music Award.

## Tracce
Testi e musiche di Megan Pete, Yuki Chiba e Koshiro Ota.
1. Mamushi – 2:36

## Classifiche
| Classifica (2024)   | Posizione massima |
| ------------------- | ----------------- |
| Canada              | 57                |
| Emirati Arabi Uniti | 18                |
| Filippine           | 45                |
| Grecia              | 24                |
| Singapore           | 18                |
| Regno Unito         | 89                |
| Stati Uniti         | 36                |